# Milan Kymlička
Milan Kymlička (* 26. dubna 1937 Pelhřimov) je český podnikatel a bývalý politik. Byl posledním ministrem kultury České socialistické republiky před pádem komunistického režimu v Československu.

## Biografie
Narodil se v Pelhřimově. Pocházel z rodiny státního zaměstnance. Od roku 1961 byl členem KSČ. Vystudoval střední školu a po dobu jednoho roku byl ekonomem ve vydavatelství Naše vojsko. Následně studoval Vysokou školu ekonomickou v Praze. Od roku 1961 byl funkcionářem Československého svazu mládeže na obvodní a městské úrovni v Praze. Koncem 60. let krátce působil na ministerstvu mládeže a tělovýchovy. Od roku 1970 byl pracovníkem aparátu Ústředního výboru Komunistické strany Československa v oboru školství a vědy. Zpočátku zde zastával post instruktora, pak vedl odbor škol I. a II. cyklu. Následujících šest let vykonával funkci pomocníka tajemníka ÚV KSČ. Zároveň publikoval v oboru pedagogiky. Od roku 1981 zastával funkci náměstka ministra kultury ČSR, od roku 1983 byl prvním náměstkem na tomto rezortu. Roku 1985 obdržel Vyznamenání Za zásluhy o výstavbu.
Funkci ministra ve Ladislava Adamce a Františka Pitry zastával od 21. dubna 1988 do 4. prosince 1989. Ještě v polovině listopadu 1989 vedl oficiální československou delegaci na svatořečení Anežky České ve Vatikánu. Během sametové revoluce odešel z vládních i politických funkcí.
V 90. letech se uvádí jako společník v pražské firmě Diagnostické a terapeutické centrum, s.r.o. Okolo roku 2015 je uváděn i jako jedna z hlavních osobností technologické společnosti Centrum aplikovaného výzkumu v Dobříši.